# Protector de software
Un protector de software es un software que al aplicarse sobre programas dificulta la modificación y la ingeniería inversa sobre ellos. Puede usar técnicas de empaquetamiento de ejecutables, cifrado y ofuscación.
Este tipo de herramientas son usadas frecuentemente para dificultar tanto la piratería de programas como la detección de malware. Se calcula que aproximadamente el 80% del malware usa estas herramientas. Esto obliga a los fabricantes de antimalware a implementar algoritmos que desempaqueten automáticamente estos programas antes de ser analizados para ver si se tratan o no de malware.

## Historia
Los protectores de software surgieron como empaquetadores de ejecutables que, además de reducir el tamaño de un ejecutable, obtenían el beneficio añadido de proteger el programa frente a ataques de ingeniería inversa al impedir que el código fuera analizado estáticamente.
Con el tiempo fueron evolucionando de tal forma que la protección del software frente a ataques de ingeniería inversa era cada vez más importante, creándose así herramientas con métodos de protección más sofisticados y sacrificando, en algunos casos, el tamaño del ejecutable final y su tiempo de ejecución. El tamaño del ejecutable deja de ser un aspecto crítico, aunque es habitual que los protectores de software sean también Empaquetador de ejecutables.

## Ejemplos
Algunos de los empacadores más importantes son:
- Ultimate Packer for Executables (UPX). Utiliza un algoritmo de código abierto y no requiere memoria adicional para la descompresión.[3] Es el más usado.[4]
- The Enigma Protector[3]
- MPRESS.[3]
- Exe Packer 2.300.[3]
- ExeStealth.[3]
- Morphine.[3]
- Themida.[3]
- MEW.[3]
- FSG.[3]
- PESpin.[3]
- Andromeda.[3]
- VMProtect.[3]
- Obsidium.[3]
- ASPack.[4]
- PE Compact.[4]
- ASProtect.[4]
- NSPack.[4]
- UPack.[4]
- EXECryptor.[4]
- Armadillo.[4]

## Análisis
Hay una serie de herramientas que permite analizar el código que puede determinar en algunos casos el protector de software usado Estas son algunas de las estas herramientas:
- Windows Executable Packer Detection.[3]
- PackerID.[3]
- PEiD.[3]
- RDG Packer Detector.[3]
- Exeinfo PE.[3]

Algunos protectores, como UPX, permiten desempaquetar y obtener el código original para poder analizarlo y aplicar técnicas de ingeniería inversa. Por ejemplo, podría usar un depurador como OllyDbg o Pe Explorer para desarrollar un análisis más profundo. Hay herramientas especializadas, como MASTIFF, automatizan el análisis estático del código malware.